# George Cram Cook
 (janvier 2020).
Si vous disposez d'ouvrages ou d'articles de référence ou si vous connaissez des sites web de qualité traitant du thème abordé ici, merci de compléter l'article en donnant les références utiles à sa vérifiabilité et en les liant à la section « Notes et références ».
George Cram Cook ou Jig Cook (7 octobre 1873 - 14 janvier 1924) est un dramaturge, producteur et metteur en scène américain. Il est également poète et professeur d'université. 
Convaincu que sa mission est d'aider les autres, il fonde les Provincetown Players au Cap Cod en 1915. Ce collectif d'artistes est considéré comme la première troupe de théâtre des États-Unis modernes,. Pendant les sept ans passés avec la troupe, Cook supervise la production de près de cent pièces de théâtre écrites par cinquante dramaturges américains. Il est particulièrement connu pour avoir produit les premières pièces d'Eugene O'Neill et de sa propre femme, Susan Glaspell.
Alors qu'il enseigne la littérature anglaise à l'université de l'Iowa de 1896 à 1899, Cook aurait également mis en place le premier cours d'écriture créative de l'histoire moderne. Intitulé Verse-Making (« création de vers »), le cours est dispensé par les collègues de Cook après son départ.

## Biographie
Cook naît et grandit à Davenport, où sa famille est l'une des plus anciennes et des plus riches de la ville. Il obtient son baccalauréat à Harvard en 1893, puis continue ses études en Europe à l'université de Heidelberg en 1894 et à l'université de Genève l'année suivante. 
À la fin de ses études, Cook retourne dans l'Iowa. Il enseigne la littérature et les classiques anglais à l'université de l'Iowa de 1895 à 1899. Il enseigne également un premier cours d'écriture créative, qu'il a appelé "Verse Making". Pendant l'année universitaire 1902, Cook est professeur d'anglais à l'université de Stanford.   
À Davenport, Cook s'associe avec d'autres jeunes écrivains et fonde le groupe Davenport (en). Parmi ces écrivains se trouve Susan Glaspell. Il divorce de sa deuxième épouse pour se marier avec elle en 1913. 
Pour échapper aux commérages et faire prendre de l'ampleur à leur travail, le couple déménage à New York et s'installe à Greenwich Village. Là, ils ont une fille, Nilla, et un fils, Harl. À l'été 1915, ils se rendent à Provincetown pour la saison, comme beaucoup d'autres écrivains et artistes de Greenwhich Village. Cook participe à la fondation des Provincetown Players cette année-là. Le groupe interprète d'abord des œuvres de Cook et Glaspell, puis les premières pièces d'Eugene O'Neill et d'Edna St. Vincent Millay, entre autres. Cook dirige la troupe jusqu'en 1919, date à laquelle il prend un congé sabbatique. Malgré son retour en 1920, il quitte rapidement le collectif en raison de querelles internes. 

## Fin de vie
En 1922, Cook et sa famille déménagent en Grèce. Ils vivent à Delphes. Peu de temps après, Cook commence à porter la fustanelle, la tenue traditionnelle du berger grec. En 1924, son chien de compagnie attrape la morve et lui transmet, et il meurt peu après. La nécrologie de Cook fait la Une du New York Times.. 
Il est enterré à Delphes près du temple d'Apollon. Le gouvernement grec a autorisé qu'une pierre de la fondation du temple soit utilisée comme pierre tombale en reconnaissance de son travail. À sa propre mort, sa fille Nilla Cram Cook est enterrée à côté de lui. 